# Liste von Persönlichkeiten der Universität der Künste Berlin/L–Z
Die Liste von Persönlichkeiten der Universität der Künste Berlin enthält ohne Anspruch auf Vollständigkeit Mitglieder des Lehrkörpers und ehemalige Studenten beziehungsweise Absolventen (Alumni) der Berliner Hochschule der Künste und ihrer Vorgängereinrichtungen, die den Wikipedia-Kriterien entsprechen.
Wegen der mehrere hundert Personen umfassenden Tabelle ist diese aufgeteilt worden in Persönlichkeiten/A–K und Liste von Persönlichkeiten/L–Z.

## Erläuterung
Die mit L gekennzeichneten Personen gehörten oder gehören zum Lehrkörper; die Personen mit A sind ehemalige Absolventen oder Studenten.
Die Tabelle ist sortierbar.

## Übersicht L bis Z
| Vorname, Nachname (Lebensdaten)        | Lehramt von … bis bzw. Studienzeit | Fachgebiet | L oder A | Bemerkungen (Funktion, Quelle) |
| -------------------------------------- | ---------------------------------- | --- | -------- | --- |
| Mark Lammert (* 1960)                  | 2011–                              | Malerei und Zeichnung | L        | Maler, Zeichner, Grafiker und Bühnenbildner |
| Elena Lapitskaja (1926–2013)           | 1985–2013                          | Klavier | L        | Musikerin (Pianistin) |
| Dietmar Lemcke (1930–2020)             | 1964–1998                          | Malerei | L        | Maler |
| Ludwig Leo (1924–2012)                 | 1976–1982 1951–1954                | Architektur | L A      | Architekt |
| Daniel Lergon (* 1978)                 | 2000–2006                          | | A        | Maler und Grafiker |
| Matthias Leupold (* 1959)              | 1978 (?)–1984                      | Visuelle Kommunikation (A) | A        | Fotograf; Rektor der Berliner Technischen Kunsthochschule (2007–2014)                                                                                                |
| Yang Liu (* 1976)                      | 1999 (?)–2003                      | Design | A        | deutsche Designerin chinesischer Herkunft |
| Susanne Lorenz (* 1969)                | 2010–                              | Bildende Kunst | L        | Bildhauerin |
| Helmut Lortz (1920–2007)               | 1959–1986                          | Experimentelle Grafik | L        | Grafiker und Zeichner |
| Iris Luckhaus (* 1973)                 | 1994–2000                          | Bekleidungsdesign | L        | Illustratorin und Designerin |
| Karlheinz Lüdeking (* 1950)            | 2004–                              | Kunstwissenschaft und Ästhetik | L A      | Kunstwissenschaftler, 1993 Mitbegründer der Deutschen Gesellschaft für Ästhetik; seit 2014 Forschungsleiter                                                          |
| Daniel Mattar (* ?)                    | 1985 (?)–1990                      | Gesang | A        | Jazz- und Tangosänger |
| Johann-Nikolaus Matthes (1942–2012)    | 1983–2009                          | Musikübertragung | L        | Diplomtonmeister, Violinist, Produzent und Tonmeister des Alban Berg Quartetts                                                                                       |
| Maren Mehne                            | 1998                               | Violine | L        | Pianistin |
| Thomas Menrath                         | 2012– ≈1998–2003                   | Klavier | L A      | Pianist |
| Tim Simon-Meyer                        |                                    | Architektur | A        | Architekt und Juniorprofessor. |
| Tanja Michalsky (* 1964)               | 2007–2014                          | Kunstgeschichte, Kunstwissenschaft | L        | Kunsthistorikerin, Dekanin der Fakultät Bildende Kunst (2014) |
| Bascha Mika (* 1954)                   | 2007–                              | Kulturjournalismus | L        | Journalistin, Publizistin |
| Christiane Möbus (* 1947)              | 1990–                              | Bildhauerei | L        | Bildhauerin, Objektkünstlerin |
| Heime Müller (* 1970)                  | 2006–2009                          | Violine und Kammermusik | L        | Violinist |
| Klaus Müller-Rehm (1907–1999)          | 1945–1980 (?)                      | Architektur: Entwurfsseminare | L        | Architekt |
| Steffen Münster (* 1964)               | 1978–1983                          | Darstellende Kunst | A        | Schauspieler |
| E. R. Nele (* 1932)                    | 1958–1964                          | Bildhauerei | A        | Bildhauerin, Grafikerin, Goldschmiedin, Schmuckkünstlerin, Designerin                                                                                                |
| Ursula Neugebauer (* 1960)             | 1999–2002 2003–                    | Architektur Bildende Kunst | L        | Künstlerin für Installation, Objekt, Raum und Medien |
| Holger Neumann (* 1963)                | 2006–                              | Industrial Design – Technologie & Konstruktion                                                                                           | L        | Produktdesigner |
| Resa Nikolaus (* 1980)                 | 1992–1995                          | Klavier | A        | Pianist |
| Detlef Michael Noack (1925–2014)       | 1975–2014                          | Kunstwissenschaft und Ästhetik | L        | Kunstwissenschaftler, 1975–1977 auch Präsident der HdK |
| Walter Norris (1931–2011)              | 1984–1994                          | Jazz, Klavier | L        | US-amerikanischer Jazzpianist |
| Herbert Noth (1907–1967)               | 1946–1961                          | Entwerfen, Landwirtschaftliches Siedlungswesen, Heizung und Lüftung; architektonisches Entwerfen und Landwirtschaftliches Siedlungswesen | L        | Architekt |
| Karl Oppermann (1930–2022)             | 1971–1996 1950–1956                | freie Malerei | L A      | Maler |
| Karl Otto (1904–1975)                  | 1955–1969                          | Architektur | L        | Direktor |
| Norbert Palz (* 1970)                  | 2011–                              | Digitales und Experimentelles Entwerfen                                                                                                  | L        | [ 11 ] |
| Bruno Paul (1874–1968)                 | 1907–1932                          | Architektur | L        | Architekt, 1907–1924 Direktor der Unterrichtsanstalt des Kunstgewerbemuseums Berlin, 1924–1932 Direktor der Vereinigten Staatsschulen für freie und angewandte Kunst |
| Ernst Pepping (1901–1981)              | 1947–1968                          | Kirchenmusik, Komposition | L        | Komponist |
| Kathrin Peters                         | 2014–                              | Theorie und Geschichte visueller Kultur                                                                                                  | L        | [ 12 ] |
| Olivier Peters (* 1955)                | um 1975                            | Saxophon | A        | französischer Saxophonist |
| Wolfgang Petrick (* 1939)              | 1975–2007 1961–1965                | Malerei, Bildhauerei | L A      | Maler, Grafiker und Bildhauer |
| Nikolaus Plump (1923–1980)             | 1940–1942                          | Malerei | A        | Maler, Grafiker und Illustrator |
| Lucas Pohle (* 1986)                   | 2008–2013                          | Orgel | A        | Kantor und Organist der Nikolaikirche zu Leipzig seit 2020 |
| Julius Posener (1904–1996)             | 1961–1971                          | Architektur | L        | Architekturhistoriker und -kritiker, Autor |
| Gerhard Puchelt (1913–1987)            | 1949–1978                          | Klavier | L        | Pianist |
| Julius von Raatz-Brockmann (1870–1944) | 1923–um 1929                       | | L        | Konzertsänger (Bariton) und Gesangspädagoge |
| Aribert Reimann (1936–2024)            | 1983–1998                          | Zeitgenössisches Lied | L        | Pianist, Komponist, Musikwissenschaftler |
| Daniel Maria Richter (* 1962)          | 2004–2006                          | Malerei | L        | Designer, Maler |
| Hans Roericht (* 1932)                 | 1973–2002                          | Industriedesign | L        | Deutscher Industrie-Designer |
| Hartmut Rohde (* 1966)                 | 1993–                              | Viola | L        | Bratschist |
| Richard Rogler (1949–2024)             | 2000–(?)                           | Kabarett | L        | Kabarettist |
| Max Rostal (1905–1991)                 | 1928–1933                          | Musik | L        | Violinist, Bratschist, Pädagoge |
| Helmut Roloff (1912–2001)              | 1950–1978 ≈1936–1939               | Musik | L        | Pianist, Konzertpianist; 1970–1978 Leitender Direktor dieser Hochschuleinrichtung                                                                                    |
| Christian Rothmann (* 1954)            |                                    | bildende Künste | L        | |
| Konrad Sage (1911–1989)                | 1974–9/1975                        | | L        | Direktor |
| Joachim Sauter (1959–2021)             | 1991–2021                          | Kunst und Gestaltung | L        | Medienkünstler und -gestalter |
| Richard Scheibe (1879–1964)            | 1934–1945                          | Bildende Kunst | L        | Bildhauer und Medailleur, Ehrensenator der UdK |
| Erika Schewski-Rühling (* 1935)        | 1985–2000 1958–1963                | Plastik, Bildhauerei | L A      | Bildhauerin |
| Matthias Schlüter (* 1952)             | 1974–1980                          | Malerei und Grafik | A        | Bildender Künstler |
| Joachim Schmettau (* 1937)             | 1971–2002 1956–1960                | Bildhauerei | L A      | Bildhauer |
| Hermann Schmidt-Rahmer (* 1960)        | 2009–                              | Schauspiel | L        | Schauspieler, Bühnenmusikkomponist, Theater- und Opernregisseur |
| Karl Schmidt-Rottluff (1884–1976)      | 1947–um 1960                       | Malerei | L        | Maler, Grafiker, Plastiker |
| Burkhard Schmitz                       | 2013–                              | Interaktive Systeme | L        | [ 12 ] |
| Dieter Schnebel (1930–2018)            | 1976–1995                          | Experimentelle Musik | L        | Komponist und Musikwissenschaftler |
| Gregor Schneider (* 1969)              | 2009–2012                          | Bildhauerei | L        | Bildhauer, Gestalter mit dem Arbeitsschwerpunkt Gebaute Räume |
| Michael Schoenholtz (1937–2019)        | 1971–2005                          | Kunstgeschichte, Bildhauerei | L        | Bildhauer |
| Ernst Gerold Schramm (1938–2004)       | um 1990–2004                       | Gesang | L        | Sänger, Musikpädagoge |
| Franz Schreker (1878–1934)             | 1920–1931                          | Direktor | L        | Komponist |
| Ludwig Gabriel Schrieber (1907–1975)   | 1969–1973                          | Bildhauerei | L        | Bildhauer, Maler, Zeichner, Direktor der HdK |
| Hajo Schüler (* 1971)                  | 2002–                              | Bewegung und Maske | L        | Schauspieler, Pantomime, Regisseur, Maskenbildner |
| Karl-Tobias Schwab (1887–1967)         | 1924–1955                          | Künstlerische Schrift und grafische Techniken                                                                                            | L        | Glasmaler, Grafiker, Schriftgestalter |
| Ulrich Schwarz (* 1956)                | 2000–                              | Grundlagen des Entwerfens | L        | Designer |
| Wolfgang Seifen (* 1956)               | 2000–                              | Improvisation, liturgisches Orgelspiel                                                                                                   | L        | Organist, Komponist |
| Eberhard Sengpiel (1940–2014)          | –2014                              | Musik | L        | Diplomingenieur, Kirchenmusiker, Tonmeister |
| Katharina Sieverding (* 1944)          | 1992–2007                          | Visual Culture Studies | L        | Fotografin |
| Pola Sieverding (* 1981)               | 2007                               | Fotografie, Film, Video | A        | Foto- und Videokünstlerin |
| László Simon (1948–2009)               | 1981–2009                          | Klavier | L        | ungarischer Pianist |
| David Skopec                           | 2011–                              | Entwerfen visueller Systeme | L        | [ 12 ] |
| Volker Stelzmann (* 1940)              | 1988–2006                          | Malerei | L        | Maler und Grafiker |
| Dirk Strakhof (* 1960)                 | 1981–1984                          | Gitarre, Jazz | A        | Jazzbassist und Komponist |
| Ulrich Strothjohann (* 1954)           | um 1975/1980                       | Malerei | A        | Maler, Designer |
| Witold Szalonek (1927–2001)            | 1973–?                             | Komposition | L        | polnischer Komponist |
| Katharina Szelinski-Singer (1918–2010) | 1946–1952                          | Bildhauerei | A        | Bildhauerin |
| Rolf Szymanski (1928–2013)             | 1986–1996 1950–1955                | Bildhauerei | L        | Bildhauer |
| Walter Stöhrer (1937–2000)             | 1986–2000                          | Malerei | L        | Maler und Grafiker |
| Karl Heinz Taubert (1912–1990)         | 1970er                             | Musik, Klavier, Tanz | L        | Tanzhistoriker und Musikpädagoge |
| Max Taut (1884–1967)                   | 1945–1954                          | Architektur | L        | Architekt, Stadtplaner |
| Fred Thieler (1916–1999)               | 1959–1981                          | Malerei | L        | Maler |
| Helmut Thoma (1909–1993)               | 1948–1974                          | Malen und Zeichnen | L        | Maler und Kunsterzieher |
| Ludwig Thürmer                         | 1970–1991                          | Architektur, Design, Ausstellungsplanung                                                                                                 | L        | Architekt; 1978–1982 auch Vizepräsident der HdK |
| Zinaida Tovba                          | um 2004–                           | Klavier | L        | Musikerin (Pianistin) |
| Heinz Trökes (1913–1997)               | 1965–1978                          | Malerei | L        | Maler, Designer |
| Ulrich Urban                           | 2009                               | Bildende Kunst | A        | Installation, Film, Fotografie |
| Dietrich Unkrodt (1934–2006)           | 2003–2006                          | Tuba | L        | Musiker (Tubist, Kontrabassist) |
| Maria Vedder (* 1948)                  | 1991–                              | Medienkunst | L        | Medienkünstlerin |
| Willem Velthoven                       | 1999–2004                          | Experimentelle Mediengestaltung; Interaktive Narration                                                                                   | L        | niederländischer Medienkünstler, Archäologe |
| Uwe Vock (* 1956)                      | 1992–                              | Werbung | L        | Werbe-, Medien- und Grafikdesigner |
| Henning Wagenbreth (* 1962)            | 1994–                              | Visuelle Kommunikation, Illustration | L        | Grafiker, Illustrator, Videokünstler |
| Kurt Wehlte (1897–1973)                | 1933–1945                          | | L        | Maler, spezialisiert auf Maltechniken; Pionier von Röntgenuntersuchungen in Gemälden                                                                                 |
| Bernward Wember (* 1941)               | 1981–2000                          | Theorie der audio-visuellen Kommunikation                                                                                                | L        | Medienwissenschaftler, Buchautor und Filmemacher |
| Vivienne Westwood (1941–2022)          | 1993–2005                          | Modedesign | L        | englische Modedesignerin |
| Josef Wolfsthal (1899–1931)            | 1925–1931                          | Musik | L        | österreichischer Violinist, Professor |
| David Zink Yi (* 1973)                 | 1998–2002                          | | A        | Bildhauer, Fotograf peruanisch-chinesisch-deutscher Herkunft |
| Ji-Yeoun You (* 1978)                  | 2009–                              | Klavier | L        | koreanische Pianistin |
| Isang Yun (1917–1995)                  | 1970–1985                          | Komposition | L        | Lehrer für Komposition ab 1970, Honorarprofessor ab 1974, ordentlicher Professor ab 1977                                                                             |
| Juliane Zach (* 1960)                  | 2004–                              | Entwerfen und Baukonstruktion | L        | Architektin, Inhaberin der Firma Zach Architekten |
| Helmut Zacharias (* 1920)              |                                    | Musik | A        | Violinist, Komponist |
| Günther Zamp Kelp (* 1941)             | 1988–2009                          | Gebäudeplanung, Raumgestaltung und Vermittlungstechnik                                                                                   | L        | Architekt |
| Josephine Riemann (* 1965)             | 1987–1994                          | Objektkunst, Installationen, Malerei | A        | Künstlerin |
| Rainer Zepperitz (1930–2009)           | 1958–2001                          | Musik | L        | Kontrabassist |
| Siegfried Zielinski (* 1951)           | 2007–2016                          | Medientheorie | L        | Medientheoretiker; Leiter des Vilém Flusser Archivs an der UdK |

Personen A bis K: siehe Liste von Persönlichkeiten der Universität der Künste Berlin/A–K